# Wallace Clifton
Wallace Clifton, o Wallace C. Clifton (Filadelfia, novembre 1871 – New York, 7 marzo 1931), è stato uno scrittore e sceneggiatore statunitense.

## Filmografia
- The Surgeon
- The Girl and the Gambler, regia di Francis J. Grandon - cortometraggio (1913)
- The Engraver, regia di Francis J. Grandon - cortometraggio (1913)
- The Teacher at Rockville, regia di Francis J. Grandon - cortometraggio (1913)
- On the Mountain Ranch, regia di Francis J. Grandon - cortometraggio  (1913)
- Greed for Gold, regia di Francis J. Grandon - cortometraggio (1913)
- The Evil One, regia di Francis J. Grandon - cortometraggio (1913)
- The Right Road
- Papita's Destiny
- The Quality of Mercy, regia di Norval MacGregor - cortometraggio (1913)
- The Cipher Message, regia di Francis J. Grandon - cortometraggio (1913)
- The Open Door, regia di Norval MacGregor - cortometraggio (1913)
- At Cross Purposes, regia di Norval MacGregor - cortometraggio (1914)
- His Guiding Spirit, regia di E.A. Martin - cortometraggio (1914)
- The Old vs. the New, regia di Norval MacGregor - cortometraggio (1914)
- Their Lesson, regia di Norval MacGregor - cortometraggio (1914)
- The Better Way, regia di Norval MacGregor - cortometraggio (1914)
- In Remembrance - cortometraggio (1914)
- Two Girls, regia di Norval MacGregor - cortometraggio (1914)
- On the Minute, regia E.A. Martin - cortometraggio (1914)
- Willie's Haircut, regia di Norval MacGregor - cortometraggio (1914)
- Somebody's Sister, regia di E.A. Martin - cortometraggio (1914)
- The Empty Sleeve, regia di Tom Santschi - cortometraggio (1914)
- His Last Appeal, regia di E.A. Martin - cortometraggio (1914)
- The Sealed Package, regia di Tom Santschi - cortometraggio (1914)
- The Day of the Dog - cortometraggio, soggetto (1914)
- Meller Drammer, regia di E.A. Martin - cortometraggio (1914)
- If at First You Don't Succeed, regia di E.A. Martin - cortometraggio (1914)
- Life's Crucible, regia di Tom Santschi - cortometraggio (1914)
- To Be Called For, regia di Francis J. Grandon - cortometraggio (1914)
- The Missing Page, regia di E.A. Martin - cortometraggio (1914)
- Jim, regia di Francis J. Grandon - cortometraggio (1914)
- The Lonesome Trail, regia di Colin Campbell - cortometraggio (1914)
- At the Risk of His Life, regia di Tom Santschi - cortometraggio (1914)
- For Love of Him, regia di E.A. Martin - cortometraggio (1914)
- You Never Can Tell, regia di Norval MacGregor - cortometraggio (1914)
- Love's Acid Test - cortometraggio (1914)
- The Abyss, regia di Thomas Santschi - cortometraggio (1914)
- One Traveler Returns, regia di Edward LeSaint - cortometraggio (1914)
- Between Matinee and Night - cortometraggio (1915)
- The Primitive Way, regia di Tom Santschi - cortometraggio (1915)
- Heart's Desire, regia di Francis J. Grandon - cortometraggio (1915)
- Just Like a Woman, regia di Tom Santschi - cortometraggio (1915)
- The Missing Ruby, regia di Tom Santschi - cortometraggio, soggetto (1915)
- Tiger Bait, regia di L. W. Chaudet[1] - cortometraggio (1915)
- The Journey's End - cortometraggio, sceneggiatore (1915)
- The Adventure Hunter, regia di E.A. Martin - cortometraggio (1915)
- Foreman of Bar Z Ranch, regia di Tom Mix  - cortometraggio(1915)
- At the Flood Tide, regia di Guy Oliver - cortometraggio (1915)
- The Black Leopard, regia di Louis Chaudet - cortometraggio (1915)
- The Mystic Ball, regia William Robert Daly - cortometraggio (1915)
- Tom Martin: A Man, regia di George Nichols - cortometraggio (1916)
- Vanity, regia di John B. O'Brien (1917)
- The Spell of the Yukon, regia di Burton King (1916)
- The Boarding House Ham, regia di Thomas Persons - cortometraggio (1916)
- The Eternal Question, regia di Burton L. King (1916)
- The Devil at His Elbow, regia di Burton L. King (1916)
- The Weakness of Strength, regia di Harry Revier (1916)
- The Iron Woman, regia di Carl Harbaugh (1916)
- Extravagance, regia di Burton L. King (1916)
- The Brand of Cain, regia di Colin Campbell - cortometraggio (1916)
- The Black Butterfly, regia di Burton L. King (1916)
- Bridges Burned, regia di Perry N. Vekroff (1917)
- The Waiting Soul, regia di Burton L. King (1917)
- Checkmate, regia di Edward LeSaint - cortometraggio 1917
- The Silence Sellers, regia di Burton L. King (1917)
- Convict 993, regia di William Parke (1918)
- The Interloper, regia di Oscar Apfel (1918)
- Tinsel, regia di Oscar Apfel (1918)
- Merely Players, regia di Oscar Apfel (1918)
- T'Other Dear Charmer, regia di William P.S. Earle (1918)
- To Him That Hath, regia di Oscar Apfel (1918)
- Love in a Hurry
- La mano nell'ombra (The Hand Invisible), regia di Harry O. Hoyt (1919)
- Three Green Eyes, regia di Dell Henderson (1919)
- The American Way, regia di Frank Reicher (1919)
- The Oakdale Affair, regia di Oscar Apfel (1919)
- The Inner Ring, regia di George Terwilliger (1919)
- The Marriage Pit, regia di Frederick A. Thomson (1920)
- Wanted at Headquarters, regia di Stuart Paton (1920)
- The Torrent, regia di Stuart Paton (1921)
- Colorado, regia di B. Reeves Eason (1921)
- The Unknown Wife, regia di William Worthington (1921)
- Wolves of the North
- Thunder Island
- High Heels, regia di Lee Kohlmar (1921)
- The Millionaire, regia di Jack Conway (1921)
- False Kisses, regia di Paul Scardon (1921)
- Cheated Hearts, regia di Hobart Henley (1921)
- The Guttersnipe, regia di Dallas M. Fitzgerald (1922)
- Tracked to Earth, regia di Dallas M. Fitzgerald (1922)
- The Wise Kid, regia di Tod Browning (1922)
- Out of the Silent North, regia di William Worthington (1922)
- Trimmed, regia di Harry A. Pollard (1922)
- Top o' the Morning, regia di Edward Laemmle (1922)
- That Woman, regia di Harry O. Hoyt (1922)
- The Barefoot Boy, regia di David Kirkland (1923)
- The Dangerous Trail, regia di Joseph Levigard (1928)